# شاهزاده و سرپرست
شاهزاده و سرپرست (انگلیسی: The Prince and the Surfer) فیلمی به کارگردانی آری گروس است که در سال ۱۹۹۹ منتشر شد.

## بازیگران
- رابرت انگلوند
- وینسنت شیاولی
- جنیفر اونیل
- سی توماس هوول
- لیندا کاردلیانی
- آری گروس
- الیس بیسلی
- تیموتی باتومز